# Tipula hugueniniana
Tipula hugueniniana är en tvåvingeart som beskrevs av Alexander 1971. Tipula hugueniniana ingår i släktet Tipula och familjen storharkrankar. Inga underarter finns listade i Catalogue of Life.